# エリザベス・マクグレイス
エリザベス・マクグレイス（Elizabeth McGrath）は、アメリカ合衆国のドール作家、映像作家、歌手。

## 経歴
カリフォルニア州ロサンゼルスにて厳格なカトリックの家系に生まれた。13歳の時にキリスト系の矯正施設に送られ、この時の経験が現在の作品にも大きな影響を与えている。現在はロックバンドミス・デリンジャーのボーカリストを務めている。